# Kusznik

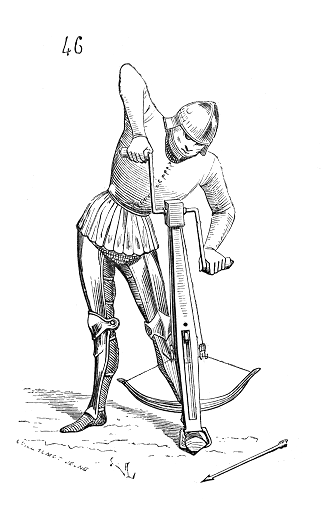
Kusznik naciągający kuszę

Kusznik – średniowieczny żołnierz posługujący się kuszą walczący pieszo i konno. Współcześnie także człowiek praktykujący kusznictwo sportowe.
Największą sławę zdobyli kusznicy genueńscy wykorzystywani przez Republikę Genui oraz służący jako wojsko najemne w innych państwach włoskich i w całej Europie.   
Formacja kuszników była tak samo zwrotna i mobilna jak łuczników, cała różnica polegała na szybkostrzelności i sile ognia. Kusznik strzelał z prędkością około 7 bełtów na minutę, lecz z upływem czasu szybkostrzelność zmniejszyła się do około 5 bełtów. Kusznicy używali lekkich pancerzy takich jak zbroja strzelcza czy brygantyna, ale w przeciwieństwie do łuczników często nosili hełmy zwane kapalinami.
Osłanianiem kuszników w czasie bitwy zajmowali się pawężnicy i tarczownicy.